# (37088) 2000 UE70
2000 UE70 (asteroide 37088) é um asteroide da cintura principal. Possui uma excentricidade de 0.10436190 e uma inclinação de 5.80272º.
Este asteroide foi descoberto no dia 25 de outubro de 2000 por LINEAR em Socorro.